# Liquicity
Liquicity est un label discographique néerlandais de liquid drum and bass,, une chaîne YouTube, et un promoteur d'événements musicaux, dirigé par Maris Goudzwaard et Mark van der Schoot (producteur et DJ sous le nom de Maduk) depuis 2011.

## Histoire
La chaîne YouTube Liquicity est créée en 2008 par Maris Goudzwaard, avec l'idée de lancer une toute nouvelle sous-culture au sein du drum and bass. À l'été 2011, Goudzwaard entend le premier morceau de Maduk, Avalon, et le contacte pour en faire la promotion sur la chaîne Liquicity,. En janvier 2013, ils fondent une nouvelle société pour les événements de Liquicity Grâce à la combinaison de la promotion de la musique, du label et des événements, le passe-temps du duo se transforme en un travail à temps plein. 
Depuis 2012, un mix de tous les morceaux du label sortis dans l'année est proposé fin décembre, le Liquicity Yearmix. Ce mix est réalisé par Maduk (à l'exception de l'année 2022). 

## Événements
En mars 2013, le premier petit événement Liquicity a lieu à Ruigoord près d'Amsterdam. Attirant des fans du genre de toute l'Europe, l'événement à guichets fermés est un succès. Plusieurs autres événements ont lieu à Amsterdam et à Anvers, et en janvier 2015, Liquicity s'étend à Londres. Le premier festival Liquicity d'une journée a  lieu le 26 juillet 2015 dans la forêt de Diemen près d'Amsterdam. Selon Het Parool en 2016, les séquences vidéo du Liquicity Festival ont été visionnées 185 millions de fois sur YouTube. Des festivals d'hiver ont lieu en 2015 (Amsterdam), 2016 (Amsterdam et Londres) et en 2017 (Amsterdam), d'autres événements Liquicity à Cologne, Bratislava et Prague. Le Liquicity Festival 2017 à Noord-Scharwoude est le premier à durer tout un week-end. En raison de la pandémie de Covid-19, les éditions 2020 et 2021 sont reportées pour 2022.